# Coenonympha subalpina
Coenonympha subalpina är en fjärilsart som beskrevs av Carl Reutti 1925. Coenonympha subalpina ingår i släktet Coenonympha och familjen praktfjärilar. Inga underarter finns listade i Catalogue of Life.